# Вільям Генрі Гаррісон
Ві́льям Ге́нрі Га́ррісон (англ. William Henry Harrison; 9 лютого 1773 — 4 квітня 1841) — американський воєначальник, політик і дев'ятий президент Сполучених Штатів (4 березня — 4 квітня 1841 року). Гаррісон перебував на посаді менше ніж будь-який із президентів США: він помер рівно через місяць після прийняття присяги.

## Молодість та військова кар'єра

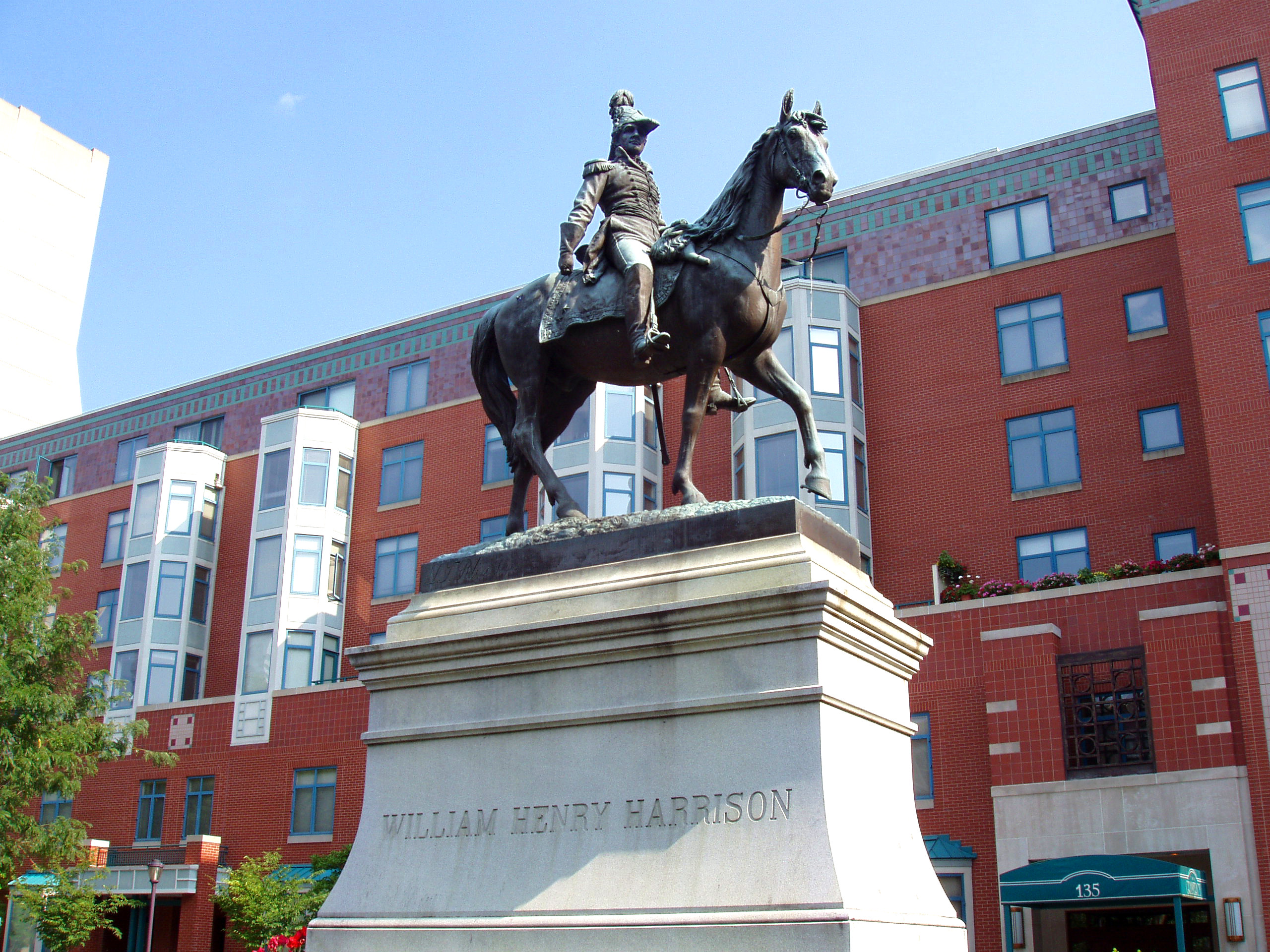
Статуя Гаррісона в Цинциннаті, штат Огайо

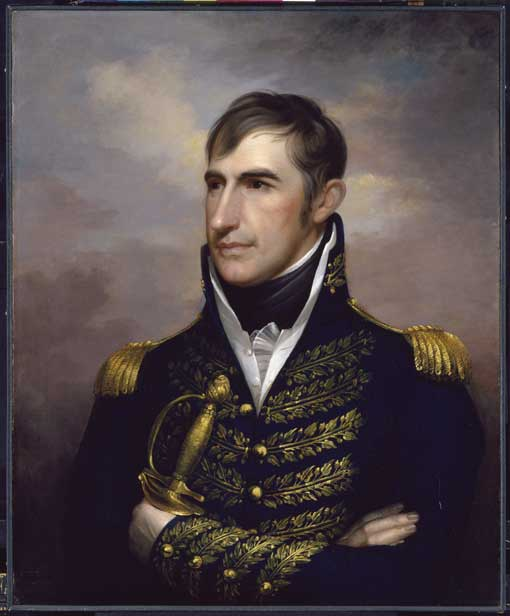
Вільям Генрі Гаррісон, портрет Рембранда Піла

Гаррісон був останнім президентом, народженим до Війни за незалежність, що був у британському підданстві. Батько Гаррісона був віргінським плантатором, який активно брав участь в американській політиці, зокрема, підписав Декларацію незалежності в 1776 році, а в 1781—1784 роках був губернатором свого штату.
Сам Вільям Генрі з 1791 року служив у армії, воював на кордоні з індіанцями та був ад'ютантом у генерала Вейна. Брав участь у війні за Огайо в 1795 році.
У 1798 році пішов у відставку і нарешті зайнявся політикою. Був першим губернатором Індіани (тоді не штату, а території, 1800—1813). На цій посаді займався розширенням поселень англо-американців і скуповуванням земель в індіанців, що викликало протест останніх і антиамериканський військовий виступ на чолі з вождем Текумсе.
Гаррісон прославився як національний герой в 1811 році, розгромивши індіанців у битві біля Типпекано, за яку був сам прозваний «Типпекано» чи «Старий Типпекано» (англ. Old Tippecanoe). У 1812 році він командував армією з усіх сил держави проти конфедерації Текумсе і розбив її, підтримувану британцями під час англо-американської війни 1812—1814 на річці, званій Темзою (Thames), біля Канади; Текумсе загинув у цьому бою. Така перемога, здобута не просто над індіанцями, але над споконвічним ворогом — британцями, ще вище підняла престиж індіанського губернатора.

## Політична діяльність після війни
Гаррісон потім був членом палати представників (1816—1819) і сенатором (1824—1828) від Огайо. У 1836 був кандидатом у президенти від партії вігів, але програв Мартіну ван Бюрену. Однак наступного разу, в 1840 році, знову став кандидатом від опозиції й здобув повну перемогу, у зв'язку з тим, що США перебували у сильній економічній кризі. З ним був обраний віцепрезидентом Джон Тайлер; їхнім передвиборчим гаслом було: «Типпекано і Тайлер теж» (англ. Tippecanoe and Tyler too)

## Президентство
Гаррісон обійняв посаду в 1841 році, у 68-річному віці й був найстаршою людиною, обраною президентом, до обрання Роналда Рейгана в 1980 році. У день присяги 4 березня погода була холодна і вітряна, але президент мав показати, що він такий же непохитний герой, як і тридцять років тому при Типпекано; він проголосив двогодинну інавгураційну промову, найдовшу в американській історії, стоячи під вітром без капелюха й пальта. Раніше вважали, що він застудився під час промови. Але він захворів 26 березня, через три тижні після промови. Застуда перейшла у запалення легень і плеврит. Для лікування його лікарі вживали опіум, касторову олію, зміїну отруту та прикладали навіть справжніх змій, але це лікування лише погіршило стан президента, який впав у маячний стан і помер о 12 годині 30 хвилин 4 квітня 1841 року від правобічного запалення легень, ускладненого жовтяницею і зараженням крові. Останні його слова у маренні були: «Сер, хочу, щоб Ви зрозуміли істинні принципи правління. Я дуже хочу, щоб вони здійснювалися, і не прошу нічого іншого».
Похований в Норт-Бенд штат Огайо в Державному меморіалі-гробниці Вільяма Генрі Гаррісона, там також поховані його дружина Анна та син Джон Скотт Гаррісон і деякі члени родини.
Медичний аналіз, проведений у 2014 році на основі записів доктора Міллера та відомостей про стан системи водопостачання Білого дому, водозабори якої розміщувалися нижче за течією від місця спуску в річку стічних вод, призвів до висновку, що, ймовірно, причиною смерті став септичний шок через ентеральну гарячку.

## Цікаві факти
- Гаррісон пробув главою американської держави менше інших президентів: 32 дні, 12 годин та 30 хвилин. Він став першим президентом, що помер на посаді;
- На Інавгурацію президента його дружина, Анна Гаррісон, через хворобу поїхати не змогла. Тому роль першою леді виконувала Джейн Гаррісон, невістка президента;
- Онук Гаррісона, Бенджамін також був президентом США (1889—1893 роки). У день присяги, побачивши, що йде злива, вирішив не повторювати помилки діда, і під час проголошення інавгураційної промови його попередник (а потім і наступник) Гровер Клівленд тримав над ним розкриту парасольку. Виступ, як і в Вільяма Генрі, був дуже довгим, але до смерті президента він не призвів;
- Гаррісон вступив на посаду в 1841 році у віці 68 років, на той момент бувши найстарішою особою, обраною на посаду президента (на перший термін); надалі цей його рекорд був побитий лише у 1980 році 69-річним Рональдом Рейганом, а потім — 70-річним Дональдом Трампом у 2016 році та 78-річним Джозефом Байденом у 2020-му;
- Існує легенда, що причиною смерті Гаррісона і ще ряду президентів США стало «прокляття Текумсе»;
- Останній президент, який народився до Війни за незалежність;
- Його наступником став віцепрезидент Джон Тайлер (перший випадок в історії коли посаду президента після смерті попередника зайняв його віцепрезидент);
- Перший президент США від партії вігів.